# Mário Barradas
Mário de Melo dos Santos Barradas (Ponta Delgada, 7 de agosto de 1931 — Lisboa, 19 de novembro de 2009) foi um encenador e ator português, fundador na década de 1960 do Teatro Universitário de Moçambique e, mais tarde, do Centro Dramático de Évora (CENDREV). Foi uma das figuras mais marcantes do panorama teatral português após a Revolução de 25 de Abril de 1974.[carece de fontes?]

## Biografia
Como tantos outros, começou a interessar-se pelo Teatro no Liceu Nacional Antero de Quental, em Ponta Delgada, onde nasceu.
De 1949 a 1954, licencia-se em Direito pela Universidade de Lisboa, e em 1954 assina a sua primeira encenação com a peça O Mestre Escola de Keita Fodebado, um grande poeta da Guiné Conacri, com tradução de Mário Pinto de Andrade. Entretanto dizia poemas em diversos locais, Barreiro, Coimbra, Casa dos Estudantes do Império e Cooperativa dos Trabalhadores de Portugal.
Em 1956, como militar, partiu para Timor, e aí montou espetáculos, entre os quais A Farsa de Mestre Pathelin, de autor anónimo do século XV.
Em 1962 partiu para Moçambique, onde fundou o Teatro de Amadores de Lourenço Marques (TALM) e onde, até abril de 1969, montou e interpretou 19 textos de teatro, entre os quais textos de Giraudaux, Cervantes, Lorca, O'Casey, Albee, Ghelderode, Brecht, e outros. Exerceu advocacia nesse período. Colaborou como encenador com o já existente Teatro dos Estudantes Universitários de Moçambique (TEUM) em Auto de El-Rei Seleuco, O Avejão e Medida por Medida.
Em outubro de 1969, com uma bolsa da Fundação Calouste Gulbenkian, ingressou, como aluno, na Escola Superior de Arte Dramática do Teatro Nacional de Estrasburgo, onde, em 1971, foi convidado para professor assistente. Em junho de 1972, a convite de Madalena Perdigão, dirigiu o espetáculo final dos primeiros alunos da nova reforma do Conservatório Nacional, tendo a partir de outubro integrado a respetiva Comissão e passado a dirigir o mesmo Conservatório.
Ligou-se entretanto ao grupo de Teatro Independente Os Bonecreiros, onde encenou A Mosqueta de Ruzante, A Grande Imprecação Diante das Muralhas da Cidade de Dorst e Noite de Guerra no Museu do Prado, de Rafael Alberti, esta já depois da Revolução de 25 de Abril de 1974.
A partir de maio de 1974 iniciou, com Norberto Ávila, a preparação da primeira companhia da Descentralização Teatral em Portugal e em 2 de janeiro de 1975 fundou o Centro Cultural de Évora, mais tarde Centro Dramático de Évora (CENDREV), com sede no já centenário Teatro Garcia de Resende.
Encenou entretanto espetáculos em Viana do Castelo, Porto, Braga, Vila Real, no Teatro da Beira (Covilhã), em Coimbra, nos Açores, e em diversos outros locais.
Dirigiu cursos de formação de atores em inúmeras localidades do país.
Em Évora, fundou, com o encenador Luís Varela, a Escola de Formação Teatral do CENDREV.
Encenou e interpretou textos de Aristófanes, Molière, Corneille, Mérimée, Büchner, Marivaux, Shakespeare, Goldoni, Tchekov, Turrini, Dorst, Bernard-Marie Koltès, de quem foi colega e amigo, Vinaver, Bond, Gil Vicente, Sá de Miranda, Chiado, Garrett, Raul Brandão e muitos outros.
Fundou o Teatro da Malaposta, com José Peixoto e José Martins.
Foi presidente indigitado do Instituto Português das Artes do Espectáculo, por nomeação do ministro Manuel Maria Carrilho, em 1997, cargo de que se demitiu.
Foi diretor da revista ADÁGIO, do CENDREV. Com a sua ação, deu um contributo activo e fundamental para o desenvolvimento do panorama teatral português nas últimas décadas, razão pela qual recebeu a Medalha de Ouro da Cidade de Évora, a medalha de Mérito Cultural do Ministério da Cultura, e em 21 de agosto de 1990 foi agraciado pelo Presidente da República Portuguesa com o grau de Comendador da Ordem do Mérito.
A morte inesperada impediu-o de realizar o último projeto em que, com grande entusiasmo, trabalhou: a encenação de Troilus e Créssida, de William Shakespeare, coprodução entre a Companhia Teatro de Almada, a Companhia de Teatro do Algarve e a Companhia de Teatro de Braga, cuja estreia estava prevista para 22 de abril de 2010. Em sua substituição, e em homenagem a Mário Barradas, a peça foi encenada pelo ator e encenador suíço Michel Kullemann, com cenografia e figurinos de Christian Ratz, cenógrafo francês do Teatro Nacional de Estrasburgo.
Foi sepultado no Cemitério do Alto de São João, em Lisboa.
Foi casado com Maria Joana de Faria Bento Pessoa, com quem teve três filhos, Rui, Miguel, e Nuno.
Acaba a sua autobiografia com a frase Duas últimas observações. Partilho a ideologia marxista-leninista e tenho nojo daquilo em que Portugal se está a transformar. E sou um homem de teatro, actor e encenador, mas nunca me misturei com o que considero o gosto do dinheiro, o facilitismo e a falta de rigor.